# Gnaphalium schlimii
Gnaphalium schlimii là một loài thực vật có hoa trong họ Cúc. Loài này được Briq. mô tả khoa học đầu tiên.